# Elecciones al Senado de 2015 (Madrid)
Las elecciones al Senado de 2015 se celebraron en la Comunidad de Madrid el domingo 20 de diciembre, como parte de las elecciones generales convocadas por Real Decreto dispuesto el 26 de octubre de 2015 y publicado en el Boletín Oficial del Estado el día siguiente. Se eligieron los 4 senadores correspondientes a la circunscripción electoral de Madrid, mediante escrutinio mayoritario plurinominal parcial con listas abiertas.

## Resultados
Los comicios resultaron en la elección como senadores de Pío García-Escudero, Rosa Vindel, Carlos Aragonés (los tres del Partido Popular) y de Inés Cortijo Castilla (de Podemos). El escrutinio completo se detalla a continuación.
| Candidato                              | Candidato                              | Lista                     | Votos     |
| -------------------------------------- | -------------------------------------- | ------------------------- | --------- |
|                                        | Pío García-Escudero Márquez            | PP                        | 1 177 678 |
|                                        | María Rosa Vindel López                | PP                        | 1 148 798 |
|                                        | Carlos Aragonés Mendiguchía            | PP                        | 1 122 311 |
|                                        | Inés Cortijo Castilla                  | Podemos                   | 725 719   |
| Rosa Arauzo Quintero                   | Rosa Arauzo Quintero                   | Podemos                   | 651 155   |
| María Carlota Merchán Mesón            | María Carlota Merchán Mesón            | PSOE                      | 647 611   |
| Germán Cano Cuenca                     | Germán Cano Cuenca                     | Podemos                   | 609 961   |
| Doménec Miquel Ruiz Devesa             | Doménec Miquel Ruiz Devesa             | PSOE                      | 580 036   |
| Lydia Martínez Mora                    | Lydia Martínez Mora                    | PSOE                      | 574 303   |
| Antonio José Pezzi Acosta              | Antonio José Pezzi Acosta              | Cs                        | 529 042   |
| Carlos Rodríguez Alemany               | Carlos Rodríguez Alemany               | Cs                        | 469 426   |
| Eva Sagardoy Cayetano                  | Eva Sagardoy Cayetano                  | Cs                        | 459 303   |
| Eva Abril Chaigne                      | Eva Abril Chaigne                      | IU-UPeC                   | 227 399   |
| Jaldia Abuabarka Aueda                 | Jaldia Abuabarka Aueda                 | IU-UPeC                   | 152 920   |
| Alberto Manuel Arregui Álava           | Alberto Manuel Arregui Álava           | IU-UPeC                   | 142 835   |
| Fernando Savater                       | Fernando Savater                       | UPyD                      | 120 609   |
| Laura Duarte Domínguez                 | Laura Duarte Domínguez                 | PACMA                     | 75 660    |
| Andrés Trapiello                       | Andrés Trapiello                       | UPyD                      | 63 128    |
| Magdalena Oliva Díaz                   | Magdalena Oliva Díaz                   | UPyD                      | 51 079    |
| Luis Víctor Moreno Barbieri            | Luis Víctor Moreno Barbieri            | PACMA                     | 45 677    |
| Francisco García Leal                  | Francisco García Leal                  | PACMA                     | 40 449    |
| Francisco Javier Ortega Smith-Molina   | Francisco Javier Ortega Smith-Molina   | Vox                       | 34 702    |
| Iván Espinosa de los Monteros de Simón | Iván Espinosa de los Monteros de Simón | Vox                       | 27 222    |
| Carmen Lomana                          | Carmen Lomana                          | Vox                       | 23 529    |
| Jorge Garrido San Román                | Jorge Garrido San Román                | FE de las JONS            | 11 582    |
| Jorge Mario Eines Landman              | Jorge Mario Eines Landman              | Recortes Cero-Grupo Verde | 11 536    |
| María del Mar Ruiz Baños               | María del Mar Ruiz Baños               | PUM+J                     | 8537      |
| Raquel Álvarez Peláez                  | Raquel Álvarez Peláez                  | Recortes Cero-Grupo Verde | 7924      |
| María Díez de las Heras                | María Díez de las Heras                | FE de las JONS            | 7888      |
| Fernando Márquez Horrillo              | Fernando Márquez Horrillo              | FE de las JONS            | 6933      |
| Juan Luis García Córdoba               | Juan Luis García Córdoba               | PCPE                      | 6263      |
| Arsenio Mayo Mateos                    | Arsenio Mayo Mateos                    | Recortes Cero-Grupo Verde | 4834      |
| Álvaro Sánchez Serrano                 | Álvaro Sánchez Serrano                 | PUM+J                     | 4080      |
| Arturo Viloria Fuentes                 | Arturo Viloria Fuentes                 | PH                        | 4080      |
| Macarena Romero Álvaro                 | Macarena Romero Álvaro                 | PUM+J                     | 3850      |
| Alberto Sánchez Colomo                 | Alberto Sánchez Colomo                 | PCPE                      | 3420      |
| Mari Carmen Vicente Cenzano            | Mari Carmen Vicente Cenzano            | PCPE                      | 3095      |
| Juan José Rández García                | Juan José Rández García                | P-Lib                     | 2969      |
| Corina Viviana Fuks D'Antoni           | Corina Viviana Fuks D'Antoni           | SAIn                      | 2501      |
| Gloria López López                     | Gloria López López                     | PH                        | 1870      |
| José Luis Álvarez Cedena               | José Luis Álvarez Cedena               | PH                        | 1515      |
| Laura González Curull                  | Laura González Curull                  | PH                        | 1230      |